# Bağiçi
Bağiçi ist ein Dorf im Landkreis Varto der osttürkischen Provinz Muş. Bağiçi liegt etwa 48 km nördlich der Provinzhauptstadt Muş und 15 km südöstlich von Varto. Bağiçi hatte laut der letzten Volkszählung 196 Einwohner (Stand Ende Dezember 2010). Die Bevölkerung besteht hauptsächlich aus Kurden und Tschetschenen.